# Willard Ray Custer
Willard Ray Custer (* 6. Juni 1899 in Warfordsburg, Pennsylvania; † 25. Dezember 1985 in Hagerstown, Maryland) war ein US-amerikanischer Erfinder und Luftfahrtvisionär.
1925 beobachtete der fluginteressierte Custer, wie ein Scheunendach durch einen Sturm angehoben wurde. Daraufhin untersuchte er die Zusammenhänge und entwickelte ab 1928 erste Modelle einer neuartigen Flugzeugtragfläche, deren Funktionsweise er sich 1929 patentieren ließ. Diese sogenannten Channelwings erzeugten bei geringer Fluggeschwindigkeit bereits großen Auftrieb und ermöglichten Starts und Landungen auf sehr kurzen Start- und Landebahnen.
Er entwickelte die Idee weiter, gründete 1939 die „National Aircraft Corporation“ und startete am 12. November 1942 erstmals mit der CCW-1 (CusterChannelWing 1). Mit der späteren CCW-2 wurden annähernd senkrechte Starts sowie hubschrauberähnliches Fliegen möglich. Das Militär startete eine Versuchsreihe, die trotz interessanter Ergebnisse eingestellt wurde. Später gründete Custer die „Custer ChannelWing Corporation“ und baute bis 1954 weitere Flugzeuge, deren letztes, die CCW-5, sogar als kleine Serie hergestellt wurde.
Das Prinzip der Channelwings wurde von vielen Zeitgenossen Custers nicht verstanden und auch wegen der eigenartigen Tragflächen verworfen. Custer war ein hervorragender Experimentator und Luftfahrtvisionär. Er erhielt etliche Patente, konnte sich aber wegen mangelnder theoretischer Ausbildung wissenschaftlich und geschäftlich nicht durchsetzen. Die von ihm gegründete Custer Channelwing Corporation, eine Aktiengesellschaft, stellte ihre Tätigkeit ein, und es wurde zunächst still um das Channelwing-Prinzip. Es gibt derzeit noch zwei CCW-Flugzeuge. Die CCW-1 befindet sich im Smithsonian National Air and Space Museum, Suitland, Maryland. Die CCW-5 ist im Mid-Atlantic Air Museum, Pennsylvania, ausgestellt.
Der große Durchbruch blieb seinem Konzept bislang verwehrt. Es gibt aber moderne Channelwing-Konzepte, die möglicherweise sein Konzept eines Tages weiterführen.